# Droit burkinabé
Le droit burkinabé est le droit appliqué au Burkina Faso depuis l'indépendance de la France le 5 août 1960.

## Histoire du droit burkinabé
Le Burkina Faso a eu quatre régimes constitutionnel en 1960, 1970, 1977 et 1991. Aucun de ces régimes n'a succédé directement à l’autre car chaque régime constitutionnel était stoppé par un régime militaire. Avant l’indépendance, la Haute Volta avait une constitution dominée par les apports coloniaux. 
L'indépendance du Burkina Faso de la France eut lieu le 5 août 1960, et six plus tard, le gouvernement de Maurice Yaméogo, mis en difficulté par les Travaillistes, fut déposé par l’armée. Une nouvelle constitution fut adoptée en 1970 et fut une nouvelle fois suspendue en 1974 par l’armée. La troisième constitution fut adoptée en 1977 et fut suspendue par un coup d'État militaire en 1980. Un autre coup d'État, en 1983, installa le Conseil national révolutionnaire (CNR) mené par Thomas Sankara. Le 15 octobre 1987, Thomas Sankara fut tué lors d'un nouveau coup d'État mené par Blaise Compaoré remplaça le CNR par le Front populaire. En 1991, une nouvelle Constitution fut adoptée par référendum, et Blaise Compoaré fut élu président.

## Sources du droit

### Constitution
La Constitution est la loi suprême du Burkina Faso et tous les actes qui en sont dérivés doivent y être conforme. La Constitution a été révisée trois fois : le 27 janvier 1997, le 11 avril 2000 et le 30 avril 2009.

### Traités et accords internationaux
L'article 151 de la Constitution dispose que les traités et accords régulièrement ratifié ou approuvé ont, après leur publication, une autorité supérieur à la loi, sous réserve de son application par l'autre partie.
Le Burkina Faso est membre de l'Organisation pour l'harmonisation en Afrique du droit des affaires, dont elle a signé le traité initial du 17 octobre 1993 ainsi que le traité portant révision du traité du 17 août 2008.

### Législation
La loi est définie comme la délibération régulière de l’Assemblée nationale. Les législations sont initiées par le gouvernement, ce sont alors des projets de loi, par l'Assemblée nationale, ce sont des propositions de loi, ou par un groupe de 15 000 citoyens (initiative populaire) ayant le droit de vote,.
Après les délibérations de l’Assemblée nationale, la loi peut être adoptée ou rejetée. En cas d'adoption, le président a 21 jours pour la promulguer.

### Ordonnance
Une ordonnance est un acte signé par le Président après délibération du Cabinet, dans un domaine réservé du Parlement en accord avec les articles 103, 107 et 119 de la Constitution.

### Décrets simples
Ce sont des actes signés par le Président ou le Premier ministre et contresignés par les membres du Cabinet concernés,.

### Décrets adoptés en Conseil
Ce sont des actes signés par le Président et le Premier ministre et contresignés par le(s) membre(s) du Cabinet concerné(s).

## Organisation juridictionnelle

### Ordre judiciaire
La Cour supérieure de l'ordre judiciaire est la Cour de cassation.
La loi 010/93/ADP portant organisation judiciaire au Burkina Faso créée l'ordre suivant :
- la Cour de cassation
- Cour d'appel
- Tribunal de première instance
- Tribunal départemental
- Tribunal de district
- Tribunal du travail
- les juges pour enfant
- et le tribunal pour juvénile.

### Ordre administratif
La Cour supérieure de l'ordre administratif est le Conseil d’État.
En matière de finance publique, la plus haute juridiction est la Cour des comptes.

### Conseil constitutionnel
Le Conseil constitutionnel détermine la constitutionnalité des lois, des règles et règlements du Parlement, des ordonnances, et des traités et accords internationaux. Les lois organiques sont automatiquement soumises au Conseil constitutionnel avant leur promulgation.
Il assure la régularité, la transparence et la sincérité des référendums, et des élections parlementaires et présidentielles. Il décide en matière de litige électoral et proclame les résultats des élections locales, parlementaires, et présidentielles. Enfin, elle administre la cérémonie du serment du Président.
Le Conseil se compose d'un président, de trois juges nommés par le président sur proposition du ministre de la justice, de trois personnalités nommées par le président, et de trois personnalités nommées par le président de l'Assemblée nationale. À l'exception du président, le mandat des membres du Conseil constitutionnel est de 9 ans.

## Sources

## Compléments